# Indolestes guizhouensis
Indolestes guizhouensis là loài chuồn chuồn trong họ Lestidae. Loài này được Zhou & Zhou mô tả khoa học đầu tiên năm 2005.